# Jean-Isaac Combes-Dounous
Jean-Isaac Combes-Dounous, né le 22 juillet 1758 à Montauban où il est mort le 14 février 1820, est un magistrat, homme politique et helléniste français.

## Carrière juridique et politique
Issu d'une famille protestante aisée, il fit des études de droit à Toulouse et s'établit comme avocat au parlement de Paris, puis entra dans la magistrature. Les tribunaux étant devenus électifs en 1792, il fut élu juge du tribunal du district de Montauban, puis président du directoire du département du Lot. Après avoir été écarté de ses fonctions pendant la Terreur, il devint commissaire de la République près les tribunaux civil et militaire du département du Lot en 1794, puis député de Tarn-et-Garonne au Conseil des Cinq-Cents en 1797. Lors du coup d'État du 18 brumaire, il entra de nouveau dans l'obscurité pour ne redevenir juge au tribunal civil de Montauban qu'en 1810. Pendant les Cent-Jours, en 1815, il fut élu député de Tarn-et-Garonne. Contraint de démissionner de ses fonctions de juge en 1816, il fut réintégré dans la magistrature en 1819 sous le ministère relativement libéral de Decazes, mais il succomba quelques mois plus tard à une attaque d'apoplexie foudroyante.

## Philosophe helléniste
Pendant la période comprise entre 1799 et 1810, Combes-Dounous, qui dans sa jeunesse avait appris tout seul le grec, profita de ses loisirs forcés pour reprendre ses études et traduire en français les Dissertations de Maxime de Tyr et l’Histoire des guerres civiles de la République romaine d'Appien, traductions auxquelles on a par la suite beaucoup reproché leurs inexactitudes. Mais c'est surtout pour son Essai historique sur Platon qu'il se fit remarquer. Cet écrit paru en 1809 souleva une violente tempête contre son auteur, à qui l'on reprocha d'avoir soutenu que tous les préceptes moraux du christianisme se trouvent déjà chez Platon. Il s'y élevait contre les déformations que l'Église avait selon lui apportées au message du Christ — qu'il désignait sous le nom de « Socrate de Jérusalem » — et y posait les bases d'un « Évangile de la raison » dont il prophétisait l'avènement prochain. Sur le plan politique, il s'en prenait aux usurpateurs et aux tyrans qui « croient sérieusement travailler pour les siècles, lorsqu'ils ne tiennent au vrai que des bulles de savon : témoin Denys, témoin Alexandre, témoins César, Attila, les Abdoulrahman, Thamas Kouli-Kan, Borgia, témoin... Dans deux mille ans d'ici, on pourra allonger cette note. » Nombre de ses contemporains virent là une allusion à peine déguisée à Napoléon Bonaparte, mais la censure impériale laissa passer l'ouvrage.
On doit aussi à Combes-Dounous la traduction de plusieurs volumes d'essais de deux réformateurs protestants d'origine écossaise, David Bogue et Robert Haldane. À l'instigation d'un lord qu'il avait rencontré à Paris peu avant la Révolution, Combes-Dounous, qui avait puisé dans Montesquieu son admiration pour l'esprit de liberté britannique, s'était rendu à Londres, où il put pratiquer l'anglais qu'il maîtrisait déjà passablement. Par la suite, il continua d'entretenir des relations avec des hommes de lettres britanniques de passage à Montauban. 
Combes-Dounous a par ailleurs laissé à sa mort un certain nombre de manuscrits demeurés inédits : plusieurs traductions, entre autres de Platon et de Dion Chrysostome, ainsi qu'une tragédie de jeunesse intitulée Mysus, ou la prise de Mégare.

## Publications
- Essai historique sur Platon, et coup d'œil rapide sur l'histoire du Platonisme depuis Platon jusqu'à nous (1809)
- Notice sur le 18 brumaire, par un témoin oculaire qui peut dire : Quod vidi testur (1814)

Traductions
- Maxime de Tyr : Dissertations de Maxime de Tyr, traduites sur le texte grec avec des notes critiques, historiques et philosophiques (2 volumes, 1802) Texte en ligne 1 2
- David Bogue : Essai sur la divine autorité du Nouveau Testament (1803)
- Appien : Histoire des guerres civiles de la République romaine (3 volumes, 1808) Texte en ligne 1. Réédition, traduction revue et annotée par Catherine Voisin, introduction et bibliographie de Philippe Torrens : Les Belles Lettres, Paris, 1993-1994
- Robert Haldane : De l'évidence et de l'autorité de la divine révélation, ou Vue du témoignage de la loi et des prophètes en faveur du messie, ainsi que des témoignages subséquents (2 volumes, 1817-1818) Texte en ligne 1 2

## Sources
- « Jean-Isaac Combes-Dounous », dans Adolphe Robert et Gaston Cougny, Dictionnaire des parlementaires français, Edgar Bourloton, 1889-1891 [détail de l’édition]
- Jacques-Alphonse Mahul, Annuaire nécrologique, ou Supplément annuel et continuation de toutes les biographies ou dictionnaires historiques, 1e année, 1820, Paris : Baudoin , 1821, p.51-54
- Pierre Larousse, Grand Dictionnaire universel du XIXe siècle,  vol. IV, 1869, p. 672-673.
- Eugène et Émile Haag, La Vie protestante, ou Vies des protestants français qui se sont fait un nom dans l'histoire depuis les premiers temps de la Réformation jusqu'à la reconnaissance du principe de la liberté des cultes par l'Assemblée nationale, Joël Cherbuliez, Paris et Genève, vol. IV, 1853, p. 15-16.
- François-Xavier de Feller, Biographie universelle, ou Dictionnaire historique des hommes qui se sont fait un nom par leur génie, leurs talents, leurs erreurs ou leurs crimes, 8e édition, vol. IV, 1832, p. 110-111.